# Барбье, Филипп Антуан
Филипп Антуан Франсуаза Барбье (англ. Philippe Antoine Francoise Barbier; 2 марта 1848 −18 сентября 1922) — французский химик-органик. Внёс значительный вклад в органическую химию, его фамилию включают 2 органические реакции: реакция Барбье и расщепление по Барбье-Виланду. Участвовал в создании магнийорганических реагентов вместе со своим учеником Виктором Гриньяром.
Научный вклад Барбье многочисленен и разнообразен, включая работы в минералогии, выделении продуктов метаболизма живых организмов и в области полициклических ароматических углеводородов.

## Ранние годы и образование
О молодости Барбье известно не так много, в основном из-за того, что он сам уничтожил почти все свидетельства своей жизни вскоре после присуждения Нобелевской премии 1912 года (есть неоднозначные доказательства связи этих событий). Однако известно, что Филипп Барбье родился в 1848 году в семье Элизабет Гро и школьного учителя Жермена Франсуа Барбье. Очень мало информации о его ранних годах до его поступления в колледж во Франции, где он получал своё среднее образование. Его докторантура по изучению химии флуорена, кумарина и их производных проводилась под руководством Бертло. Он также обнаружил новые реакции, в которые вступают ароматические углеводороды, такие как стильбен и фенантрен, предоставив тем самым ценные знания о составе каменноугольной смолы и полезных компонентах в ней. Кроме того, он обнаружил превращение пинола в цимол во время дистилляции. Высшая школа фармации с Бертло во главе её комитета, присвоила ему степень фармацевта первого класса.
После окончания школы в 1876—1878 гг. Барбье работал в Парижской фармацевтической школе. Затем он в течение года работал лектором на факультете естественных наук Лионского университета, а в 1879 году он получил своё первое профессорство на факультете естественных наук в Безансоне. В конце концов его снова приняли на работу в Лионский факультет естественных наук на должность профессора химии, где он и остался до конца своей карьеры.

## Отношения с Гриньяром и Нобелевская премия
В 1899 году Барбье опубликовал статью, которая впоследствии стала его самой известной работой в химическом сообществе: первое известное исследование поведения магнийорганических нуклеофилов в реакциях с карбонильными соединениями. Отмечалось ранее, что цинкорганические нуклеофилы претерпевают аналогичные реакции (такие как реакция Зайцева), однако магнийорганические соединения были значительно более активными по отношению к карбонильным нуклеофилам. Барбье отметил, что реакция часто имела низкие выходы и её воспроизводимость была низкой. Было известно, что у Филиппа Барбье было больше идей, чем времени, поэтому он поручил своему новому аспиранту, Виктору Гриньяру, улучшить условия этой реакции. Гриньяр с энтузиазмом взялся за эту задачу, и всего через год, в 1900 году, он опубликовал альтернативную методику, которая заключалась в предварительном получении магнийорганического соединения с последующим добавлением карбонильного субстрата. Несмотря на то, что он воздал должное Зайцеву и Барбье в благодарностях за эту первую публикацию и несмотря на то, что цитировал сообщение Барбье 1899 года как побудительный мотив для своей публикации 1900 года, Гриньяр продолжал публиковать эту химию и приложения к ней до 1928 года как свою интеллектуальную собственность. Учитывая, что и Гриньяр, и Барбье сообщили о своих индивидуальных открытиях как о новаторских (и они опубликовали работы отдельно друг от друга по этой теме), трудно приписать заслугу  первоначальной идеи тому или иному человеку.
Хотя многие размышляли о том, что стало с отношениями учителя и ученика, несомненно то, что они продолжали публиковаться вместе, включая в общие работы новые знания Барбье в химии терпенов и их совместный опыт в области магнийорганических соединений. Они подготовили за эти годы еще 10 совместных трудов. Вдобавок, в соответствии с заявлениями Гриньяра о несправедливости полученной им Нобелевской премии, он продолжал защищать вклад Барбье и считал его столь же ценным и даже говорил о нем с величайшей нежностью, называя его «Уважаемый мастер», как сказано в биографии, написанной его сыном Робертом Гриньяром.
Трудно найти логику в таком пренебрежительном отношении Нобелевского комитета к Барбье и Сандерану. Хотя Гриньяр был удостоен Нобелевской премии в 1912 году (вместе с Сабатье) за свое открытие, Барбье и соавтор Сабатье, Жан Батист Сандеран, не были упомянуты. Сам Гриньяр посчитал это несправедливостью. Он написал другу всего через несколько дней после того, как вернулся после получения Нобелевской премии: «… говоря по правде, и между нами, я бы даже предпочел немного подождать, чтобы увидеть как премию делят между Сабатье и Сандераном, а позже разделил бы её и сам с Барбье».

По словам коллег Гриньяра из Лиона, «… за исключением Гриньяра и двух других студентов, которые знали, как ладить с Барбье, последний не имел бы ничего общего с окружающим его миром». Барбье действительно, несмотря на уничтожение своих биографических данных и всех других свидетельств его жизни, в конце концов публично высказался по этому поводу: «Гриньяр указал на законную долю, причитающееся ему в открытии подобного рода». Гриньяр ответил тем же и публично похвалил своего старого наставника. Фактически, в его инаугурационной речи на посту кафедры химии в Лионе в 1919 году он воздал должное Барбье и его вкладу в химическую историю:
"Позвольте мне, прежде чем начать это рассуждение, вспомнить о моем дорогом учителе, профессоре Барбье, и выразить ему мою огромную благодарность и восхищение. Господин Барбье занимал эту должность почти 40 лет и при нём кафедра достигла пика процветания. Я не хочу сейчас брать на себя задачу рассказывать вам здесь, даже вкратце, проделанную им работу и ее результаты. Но хочу выделить только один момент, который будет особенно интересен вам, как студентам. Во время ожесточенных битв из-за атомной теории, крупные державы в области образования критиковали каждую теорию и, соответственно, образовательную систему Франции (что, увы, принесло большую пользу нашим соседям!). Г-н Барбье с энтузиазмом воспринял новые теории (которые он сразу понял) и подарил своим ученикам научную перспективу. Он без колебаний жертвовал собой ради того, что считал истиной, и был одним из активных пионеров, которые, продемонстрировав своим учением и исследованиями всю мощь атомной теории, так эффективно способствовали формированию нынешнего поколения французских химиков"
Под «основной силой» здесь понимается наставник Барбье, Бертло, чье «авторитарное влияние» на французское химическое образование сделало проницательную позицию Барбье по этому вопросу еще более впечатляющей.

## Вклад в химию терпенов
Барбье (в сотрудничестве с Тиманом и его научным руководителем Марселеном Бертело) занимался определением структур ароматических соединений. Из-за отсутствия в то время инструментов для выяснения структуры большая часть этой работы была выполнена с использованием комбинации элементного и качественного анализа. Структуры, выясненные Барбье, включают мирценол, цитраль, линалоол (также известный как ликареол), и пулеон .
Барбье также интересовали превращения одних ароматических соединений в другие. Например, преобразование цитронеллола в родинол, гераниола (тогда известного как ликародол) в линалоол (тогда известный как ликареол) и гераниаля в ментон .

## Вклад в минералогию
Вклад Барбье в минералогию в основном заключается в исследовании различных полевых шпатов, вероятно, потому, что их было много, а об их атомной структуре было почти ничего неизвестно. Особое внимание он уделил установлению четких наименований классов: «К-полевые шпаты» (названные так потому, что они богаты калием) и натриевые полевые шпаты (богаты натрием). Все К-полевые шпаты имеют одинаковый химический состав, но разную кристаллическую структуру, что делает их полиморфными модификациями друг друга. То же самое верно для всех натриевых полевых шпатов. Это означало, что до создания атомной теории было очень трудно различать эти модификации. Барбье был первым, кто обнаружил и опубликовал заметные различия между двумя полиморфами, известными как ортоклаз и микроклин, что в конечном итоге привело к пониманию того, что каждый класс полевого шпата обладает уникальными минералами ортоклаза и микроклина, один из которых он впервые обнаружил в городе Роне во Франции. Когда Министерство внутренних дел США опубликовало результаты своей геологической разведки в 1912 году, они рекомендовали отныне называть эту новую форму моноклинного натрового полевого шпата «барбиеритом».